# Дмитровский район (Орловская область)
Дмитро́вский район — административно-территориальная единица (район) и муниципальное образование (муниципальный район) в составе Орловской области России.
Административный центр — город Дмитровск.

## География
Район расположен на юго-западе Орловской области. Граничит с Шаблыкинским, Сосковским, Кромским и Троснянским районами, а также с Курской и Брянской областями. Площадь — 1249,8 км².
Значительная часть района покрыта лесом. Это самый лесной район Орловской области. Основные лесные массивы — Данилова Дача, Клягинский Лес, Сухая Хотынь, Воскресная Дача и другие.
По территории района проходит водораздел между бассейнами рек Днепр и Ока. Большинство рек и ручьёв района относится к бассейну Днепра. К бассейну Оки относится река Неживка с притоками, протекающая в восточной части района. Основные реки — Нерусса, Несса, Расторог, Общерица, Неживка, Локна, Ленча. На территории района находится большое количество искусственных прудов.
На востоке района находится Новоялтинское месторождение железной руды, приуроченное к Курской магнитной аномалии.
Время
Дмитровский район, как и вся Орловская область, находится в часовой зоне МСК (московское время). Смещение применяемого времени относительно UTC составляет +3:00.

### Климат
Климат района умеренно-континентальный (в классификации Кёппена — Dfb). Удалённость от моря и  взаимодействующие между собой северо-западные океанические и восточные континентальные массы воздуха определяют характер погоды. Зима умеренно прохладная. Периодически похолодания меняются оттепелями. Лето неустойчивое, со сменяющимися периодами сильной жары и прохлады. Среднегодовая температура воздуха составляет +5 °C — +6 °C.
Атмосферные осадки выпадают в умеренном количестве, по месяцам распределяются неравномерно — наибольшее их количество выпадает в летнее время.

## История
Дмитровский район был образован 30 июля 1928 года в составе Орловского округа Центрально-Чернозёмной области. В него вошла большая часть территории бывшего Дмитровского уезда Орловской губернии. 13 июня 1934 года, после ликвидации Центрально-Чернозёмной области, район вошёл в состав вновь образованной Курской области.
По состоянию на 1 апреля 1940 года в состав Дмитровского района входило 16 сельсоветов: Алешинский, Берёзовский, Бородинский, Горбуновский, Долбенкинский, Домаховский, Лубянский, Малобобровский, Осмонский, Плосковский, Работьковский, Рублинский, Соломинский, Столбищенский, Упоройский, Чувардинский.
В годы Великой Отечественной войны, во время оккупации, с ноября 1941 года по август 1943 года район входил в состав Локотского самоуправления. Бои за освобождение района от фашистов велись с февраля до конца августа 1943 года. Район сильно пострадал в ходе боевых действий: сгорели более 4-х тысяч домов с надворными постройками, были полностью уничтожены более 20 крупных населённых пунктов, значительную часть населения фашисты угнали в Германию.
13 июля 1944 года Дмитровский район был передан из Курской области в Орловскую область.
В 1954 году были объединены сельсоветы: Бородинский и Работьковский — в Бородинский, Домаховский и Упоройский — в Домаховский, Лубянский и Чувардинский — в Лубянский, Малобобровский и Осмонский — в Малобобровский. С тех пор число сельсоветов района не менялось.
В феврале 1963 года район был упразднён. Город Дмитровск с городом Малоархангельск и рабочим посёлком Змиёвка составили Свердловский промышленный район, а сельские населённые пункты вошли в состав Кромского сельского района.  12 января 1965 года упразднено деление на сельские и промышленные районы. Дмитровский район восстановлен в прежних границах.

## Население
| 1939    | 1959    | 1970    | 1979    | 1989    | 2002    | 2009    | 2010    | 2012    |
| ------- | ------- | ------- | ------- | ------- | ------- | ------- | ------- | ------- |
| 56 772  | ↘41 177 | ↘32 689 | ↘23 476 | ↘18 217 | ↘15 841 | ↘13 872 | ↘12 196 | ↘11 789 |
| 2013    | 2014    | 2015    | 2016    | 2017    | 2018    | 2019    | 2020    | 2021    |
| ↘11 535 | ↘11 270 | ↘10 980 | ↘10 712 | ↘10 429 | ↘10 212 | ↘9998   | ↘9854   | ↗10 613 |
| 2023    |         |         |         |         |         |         |         |         |
| ↘10 480 |         |         |         |         |         |         |         |         |

### Урбанизация
В городских условиях (город Дмитровск) проживают  49,4 % населения района.

### Национальный состав
По итогам переписи населения 2020 года проживали следующие национальности (национальности менее 0,1 % и другое, см. в сноске к строке «Другие»):
| Национальность | Численность, чел. | Доля     |
| -------------- | ----------------- | -------- |
| Русские        | 10 019            | 94,40 %  |
| Армяне         | 65                | 0,61 %   |
| Украинцы       | 57                | 0,54 %   |
| Чеченцы        | 52                | 0,49 %   |
| Даргинцы       | 30                | 0,28 %   |
| Немцы          | 17                | 0,16 %   |
| Азербайджанцы  | 17                | 0,16 %   |
| Аварцы         | 16                | 0,15 %   |
| Другие         | 340               | 3,21 %   |
| Итого          | 10 613            | 100,00 % |

Конфессиональный состав
Большинство населения считает себя православными. Есть также мусульмане.

## Административно-муниципальное устройство
Дмитровский район в рамках административно-территориального устройства включает 12 сельсоветов и 1 город районного значения.
В рамках организации местного самоуправления на территории района созданы 13 муниципальных образований, в том числе 1 городское и 12 сельских поселений:
| №  | Муниципальное образование         | Административный центр | Количество населённых пунктов | Население (чел.) | Площадь (км²) |
| -- | --------------------------------- | ---------------------- | ----------------------------- | ---------------- | ------------- |
| 1  | городское поселение Дмитровск     | город Дмитровск        | 1                             | ↘5177            | 43,57         |
| 2  | Алешинское сельское поселение     | деревня Алешинка       | 5                             | ↘283             | 63,8          |
| 3  | Берёзовское сельское поселение    | село Девятино          | 13                            | ↘250             | 116,9         |
| 4  | Бородинское сельское поселение    | село Бородино          | 8                             | ↘293             | 108,61        |
| 5  | Горбуновское сельское поселение   | деревня Горбуновка     | 9                             | ↗1093            | 108,95        |
| 6  | Долбёнкинское сельское поселение  | село Долбёнкино        | 15                            | ↗250             | 103,44        |
| 7  | Домаховское сельское поселение    | село Домаха            | 11                            | ↘530             | 115           |
| 8  | Друженское сельское поселение     | деревня Дружно         | 22                            | ↘642             | 156,59        |
| 9  | Лубянское сельское поселение      | село Лубянки           | 12                            | ↘750             | 143,1         |
| 10 | Малобобровское сельское поселение | село Малое Боброво     | 8                             | ↘252             | 68,29         |
| 11 | Плосковское сельское поселение    | село Плоское           | 10                            | ↘342             | 95,16         |
| 12 | Соломинское сельское поселение    | деревня Бычки          | 7                             | ↘340             | 77,63         |
| 13 | Столбищенское сельское поселение  | посёлок Красное Знамя  | 7                             | ↘278             | 48,76         |

## Населённые пункты
В Дмитровском районе 128 населённых пунктов.
| №   | Населённый пункт  | Тип     | Население | Муниципальное образование         |
| --- | ----------------- | ------- | --------- | --------------------------------- |
| 1   | Авилово           | деревня | ↘6        | Плосковское сельское поселение    |
| 2   | Александровский   | посёлок | ↘1        | Друженское сельское поселение     |
| 3   | Александровский   | посёлок | ↘1        | Соломинское сельское поселение    |
| 4   | Алексеевский      | посёлок | ↘0        | Берёзовское сельское поселение    |
| 5   | Алексеевский      | посёлок | ↘1        | Малобобровское сельское поселение |
| 6   | Алешинка          | деревня | ↗224      | Алешинское сельское поселение     |
| 7   | Андрияновский     | посёлок | ↘5        | Друженское сельское поселение     |
| 8   | Аношинка          | деревня | ↘47       | Друженское сельское поселение     |
| 9   | Апойково          | деревня | ↘15       | Плосковское сельское поселение    |
| 10  | Артель-Труд       | посёлок | ↗159      | Долбёнкинское сельское поселение  |
| 11  | Балдыж            | село    | ↘92       | Горбуновское сельское поселение   |
| 12  | Белочь            | деревня | ↘30       | Друженское сельское поселение     |
| 13  | Берёзовка         | деревня | ↘19       | Берёзовское сельское поселение    |
| 14  | Берёзовка         | деревня | ↘0        | Бородинское сельское поселение    |
| 15  | Большое Кричино   | село    | ↘166      | Домаховское сельское поселение    |
| 16  | Бородино          | село    | ↘280      | Бородинское сельское поселение    |
| 17  | Брусовец          | деревня | ↗54       | Лубянское сельское поселение      |
| 18  | Брянцево          | село    | ↘53       | Малобобровское сельское поселение |
| 19  | Бук               | посёлок | →1        | Малобобровское сельское поселение |
| 20  | Бычки             | деревня | ↘275      | Соломинское сельское поселение    |
| 21  | Василёк           | посёлок | ↘16       | Столбищенское сельское поселение  |
| 22  | Васильевка        | посёлок | ↘10       | Соломинское сельское поселение    |
| 23  | Васильевский      | посёлок | ↗4        | Долбёнкинское сельское поселение  |
| 24  | Вертякино         | деревня | ↘58       | Горбуновское сельское поселение   |
| 25  | Вечерняя Заря     | посёлок | ↘7        | Друженское сельское поселение     |
| 26  | Вижонка           | деревня | ↗26       | Алешинское сельское поселение     |
| 27  | Владимирский      | посёлок | ↘0        | Друженское сельское поселение     |
| 28  | Власовка          | деревня | ↘15       | Берёзовское сельское поселение    |
| 29  | Волконск          | село    | ↘62       | Друженское сельское поселение     |
| 30  | Волобуево         | деревня | ↘25       | Лубянское сельское поселение      |
| 31  | Воронино          | деревня | ↘14       | Домаховское сельское поселение    |
| 32  | Воскресенский     | посёлок | ↘0        | Домаховское сельское поселение    |
| 33  | Высокий           | посёлок | ↘0        | Берёзовское сельское поселение    |
| 34  | Высокий           | посёлок | →1        | Долбёнкинское сельское поселение  |
| 35  | Голенищева        | деревня | ↘1        | Лубянское сельское поселение      |
| 36  | Горбуновка        | деревня | ↘316      | Горбуновское сельское поселение   |
| 37  | Гранкина          | деревня | ↘1        | Лубянское сельское поселение      |
| 38  | Гусев             | посёлок | ↘0        | Бородинское сельское поселение    |
| 39  | Девятино          | село    | ↘213      | Берёзовское сельское поселение    |
| 40  | Дмитровск         | город   | ↘5177     | городское поселение Дмитровск     |
| 41  | Долбёнкино        | село    | ↘51       | Долбёнкинское сельское поселение  |
| 42  | Домаха            | село    | ↘403      | Домаховское сельское поселение    |
| 43  | Дружно            | деревня | ↘327      | Друженское сельское поселение     |
| 44  | Дудинка           | деревня | ↘0        | Друженское сельское поселение     |
| 45  | Ждановка          | деревня | ↘58       | Плосковское сельское поселение    |
| 46  | Журавка           | посёлок | ↘1        | Домаховское сельское поселение    |
| 47  | Занеруссовский    | посёлок | ↘203      | Друженское сельское поселение     |
| 48  | Золотое Дно       | посёлок | ↘0        | Плосковское сельское поселение    |
| 49  | Ивановский        | посёлок | →0        | Малобобровское сельское поселение |
| 50  | Кавелино          | деревня | ↘1        | Домаховское сельское поселение    |
| 51  | Каменный Лес      | посёлок | →6        | Лубянское сельское поселение      |
| 52  | Кенский           | посёлок | ↘0        | Домаховское сельское поселение    |
| 53  | Кирпичный         | посёлок | ↘8        | Долбёнкинское сельское поселение  |
| 54  | Клёсово           | деревня | ↘1        | Лубянское сельское поселение      |
| 55  | Комарник          | посёлок | ↘0        | Плосковское сельское поселение    |
| 56  | Костобобровка     | посёлок | ↘1        | Соломинское сельское поселение    |
| 57  | Кочетовка         | деревня | ↗17       | Алешинское сельское поселение     |
| 58  | Кошелёво          | село    | ↘21       | Лубянское сельское поселение      |
| 59  | Красная Стрелица  | посёлок | ↘1        | Плосковское сельское поселение    |
| 60  | Красное Знамя     | посёлок | ↘199      | Столбищенское сельское поселение  |
| 61  | Краснокалиновский | посёлок | ↘12       | Друженское сельское поселение     |
| 62  | Круглое           | деревня | ↘110      | Малобобровское сельское поселение |
| 63  | Крупышино         | село    | ↗289      | Лубянское сельское поселение      |
| 64  | Крыловский        | посёлок | ↘1        | Друженское сельское поселение     |
| 65  | Кузьминка         | деревня | ↘18       | Соломинское сельское поселение    |
| 66  | Кучеряевка        | деревня | ↗45       | Плосковское сельское поселение    |
| 67  | Ленченский        | посёлок | ↘0        | Друженское сельское поселение     |
| 68  | Лубянки           | село    | ↘456      | Лубянское сельское поселение      |
| 69  | Лукино            | деревня | ↘1        | Бородинское сельское поселение    |
| 70  | Лысое             | село    | ↘15       | Бородинское сельское поселение    |
| 71  | Любощь            | деревня | ↘0        | Домаховское сельское поселение    |
| 72  | Малиновский       | посёлок | ↘0        | Плосковское сельское поселение    |
| 73  | Малое Боброво     | село    | ↘155      | Малобобровское сельское поселение |
| 74  | Малое Кричино     | село    | ↘55       | Домаховское сельское поселение    |
| 75  | Мирная Долина     | посёлок | ↘1        | Друженское сельское поселение     |
| 76  | Михайловский      | посёлок | ↘0        | Друженское сельское поселение     |
| 77  | Моголь            | посёлок | ↘0        | Малобобровское сельское поселение |
| 78  | Морево            | село    | ↘120      | Горбуновское сельское поселение   |
| 79  | Мошки             | деревня | ↘33       | Горбуновское сельское поселение   |
| 80  | Николаевский      | посёлок | ↘1        | Друженское сельское поселение     |
| 81  | Никольский        | посёлок | ↘0        | Домаховское сельское поселение    |
| 82  | Новоалексеевский  | посёлок | ↘1        | Долбёнкинское сельское поселение  |
| 83  | Новогеоргиевский  | посёлок | ↘0        | Берёзовское сельское поселение    |
| 84  | Новомихайловский  | посёлок | ↘4        | Долбёнкинское сельское поселение  |
| 85  | Новосёлки         | посёлок | ↘1        | Берёзовское сельское поселение    |
| 86  | Новый Колодец     | посёлок | ↘4        | Долбёнкинское сельское поселение  |
| 87  | Новый Рай         | посёлок | ↘0        | Столбищенское сельское поселение  |
| 88  | Обратеево         | село    | ↘23       | Столбищенское сельское поселение  |
| 89  | Озёрки            | посёлок | ↘1        | Долбёнкинское сельское поселение  |
| 90  | Октябрьский       | посёлок | ↘1        | Берёзовское сельское поселение    |
| 91  | Опека             | посёлок | ↗22       | Долбёнкинское сельское поселение  |
| 92  | Осмонь            | село    | ↘9        | Берёзовское сельское поселение    |
| 93  | Островск          | село    | ↘0        | Бородинское сельское поселение    |
| 94  | Пальцево          | деревня | ↘0        | Друженское сельское поселение     |
| 95  | Паньшино          | посёлок | ↘11       | Долбёнкинское сельское поселение  |
| 96  | Первомайский      | посёлок | ↗11       | Друженское сельское поселение     |
| 97  | Петровский        | посёлок | →10       | Берёзовское сельское поселение    |
| 98  | Петропавловский   | посёлок | ↘0        | Столбищенское сельское поселение  |
| 99  | Плоское           | село    | ↘152      | Плосковское сельское поселение    |
| 100 | Поповка           | деревня | ↘1        | Друженское сельское поселение     |
| 101 | Привич            | село    | ↘21       | Малобобровское сельское поселение |
| 102 | Промклево         | село    | ↗35       | Алешинское сельское поселение     |
| 103 | Работьково        | село    | ↘120      | Бородинское сельское поселение    |
| 104 | Речица            | посёлок | ↗12       | Долбёнкинское сельское поселение  |
| 105 | Ровенский         | посёлок | →0        | Берёзовское сельское поселение    |
| 106 | Рублино           | деревня | ↘114      | Друженское сельское поселение     |
| 107 | Седлечко          | посёлок | ↘11       | Горбуновское сельское поселение   |
| 108 | Семёновский       | посёлок | ↘6        | Столбищенское сельское поселение  |
| 109 | Соломино          | село    | ↘114      | Соломинское сельское поселение    |
| 110 | Спасский          | посёлок | ↘1        | Берёзовское сельское поселение    |
| 111 | Столбище          | село    | ↘183      | Столбищенское сельское поселение  |
| 112 | Сторожище         | посёлок | ↘107      | Горбуновское сельское поселение   |
| 113 | Талдыкино         | деревня | ↗115      | Алешинское сельское поселение     |
| 114 | Тереховка         | деревня | ↘0        | Бородинское сельское поселение    |
| 115 | Топоричный        | посёлок | ↘0        | Горбуновское сельское поселение   |
| 116 | Трофимово         | деревня | ↘4        | Долбёнкинское сельское поселение  |
| 117 | Трубичино         | деревня | ↘293      | Горбуновское сельское поселение   |
| 118 | Упорой            | село    | ↘111      | Домаховское сельское поселение    |
| 119 | Успенский         | посёлок | ↘0        | Друженское сельское поселение     |
| 120 | Успенский         | посёлок | ↘5        | Соломинское сельское поселение    |
| 121 | Ферезёво          | деревня | ↘1        | Долбёнкинское сельское поселение  |
| 122 | Фойкино           | посёлок | ↘0        | Лубянское сельское поселение      |
| 123 | Хальзево          | деревня | ↗262      | Плосковское сельское поселение    |
| 124 | Харланово         | село    | ↘26       | Долбёнкинское сельское поселение  |
| 125 | Холчёвка          | деревня | ↘1        | Берёзовское сельское поселение    |
| 126 | Чувардино         | село    | ↘17       | Лубянское сельское поселение      |
| 127 | Яблоновец         | деревня | ↘1        | Лубянское сельское поселение      |
| 128 | Ясная Поляна      | посёлок | ↘0        | Друженское сельское поселение     |

### Упразднённые населённые пункты
- 2004 год - поселки Самара, Дмитровский, Никитовский, Зеленая Роща, Ульяновский, Августовский, Дубовой, Лозовый Березовского сельсовета, поселки Гуровский, Труд Крестьянина, Пушкинский и Пролетарский Друженского сельсовета, поселки Россошка, Горякинский, Серебряный, Яблоновский, Пасека и Городец Малобобровского сельсовета, поселок Березовая Посадка Бородинского сельсовета, поселок Зеленая Дубрава и деревня Игнатеево Лубянского сельсовета, поселки Новая Ялта, Светлый Луч и Околодный Плосковского сельсовета, поселки Новоивановский и Огничное Горбуновского сельсовета, поселки Сомовский, Воздвиженский и Май Соломинского сельсовета

## Достопримечательности
На территории района расположены 3 памятника архитектуры федерального значения: 
- Храм Димитрия Солунского в Дмитровске (1721—1725 годы);
- Усадьба Кантемиров в Дмитровске (XVIII—XIX века);
- Храм Димитрия Солунского в селе Морево (1703—1711 годы).

Также на территории района находятся 42 памятника истории и архитектуры регионального значения.

## Религия
Бо́льшая часть верующих района исповедует православие. До начала XX века на территории Дмитровского уезда было несколько общин старообрядцев.
В административном отношении территория Дмитровского района совпадает с территорией Дмитровского благочиния Орловской епархии, которое объединяет 2 церковных прихода, а также несколько приписных храмов и часовен.
- Храм Димитрия Солунского в Дмитровске
  - Храм Рождества Иоанна Предтечи на Дмитровском кладбище (приписной)
  - Храм-часовня в память Троицкого собора в Дмитровске (приписная)
  - Храм Димитрия Солунского в селе Морево (приписной)
  - Храм Покрова Пресвятой Богородицы в селе Лубянки (приписной)
  - Часовня-купель Архангела Михаила в селе Соломино (приписная)
- Храм Воскресения Словущего в селе Долбёнкино